# Київський християнський університет
Київський християнський університет (КХУ) — вищий навчальний заклад, заснований Всеукраїнським Союзом Об'єднань Євангельських Християн-Баптистів в 1995 році. Метою університету є підготовка на євангельських засадах кваліфікованих фахівців в різних областях знань, здатних нести відповідальне служіння як в церквах, так і в релігійних та інших організаціях, ґрунтуючись на міцних знаннях Слова Божого і духовній зрілості. Університет має інтернаціональну орієнтацію, навчаючи студентів з різних регіонів. Освітня діяльність орієнтована на стандарти Міністерства освіти і науки України.

## Цілі
- Забезпечити студентів необхідними знаннями відповідно до обраної спеціальності.
- Розвинути навички аналітичного підходу до різних суспільних процесів і подій у світлі християнського світогляду.
- Виховати в студентах прагнення до духовного та інтелектуального розвитку.
- Надихнути до досягнення високих стандартів християнського життя, вказавши на високі і абсолютні ідеали християнської етики.

## Філософія
Київський християнський університет у своїй освітній діяльності зосереджений переважно на гуманітарних науках, оснащуючи всіх студентів знаннями, які придатні як для церковного служіння, так і для виконання свого призначення у суспільстві та своїй країні.
Студентам надається можливість отримати вищу освіту згідно з християнськими принципами та цінностями, цінуючи біблійні вимоги щодо етичних норм і мети життя і діяльності людини.
Академічні програми складаються з предметів, які сприяють духовному, інтелектуальному й емоційному розвитку студентів у процесі навчання і відповідають академічним вимогам Євро-Азіатської Акредитаційної Асоціації.
Викладацький склад Університету формується із зрілих, посвячених християн, що володіють високим ступенем знань у своїх предметних областях і виявляють приклад благочестивого життя для студентів.

## Російсько-американський християнський інститут

А. І. Ялошин та С. І. Волосюк

У жовтні 1992 року місіонерська організація «PRO Missions Inc.» (США) отримала запрошення організувати факультет богослов'я в Міжнародній академії сучасного знання (АСЗ), що знаходиться в м. Обнінськ (РФ). Президент місіонерського товариства «PRO Missions» в місті Мемфіс, штат Теннесі, доктор Джеймс Аллен Ервін (1939-2016) доручив це завдання доктору Анатолію Миколайовичу Ялошину. 
Пастор Анатолій Ялошин (Anatolly Jaloshin) - це був громадянин Австралії українського походження, керівник громади баптистів у містечку Муні-Пондс, або Ессендон, передмісті Мельбурну, в 1970-их - 1980-их роках; за рішенням однієї з міжнародних баптистських місій, Ялошин відправлений у 1990 році для проповіді та євангелізації в Білорусію, далі з 1991 року постійно проживав у Москві, очолюючи там "Російсько-американське місіонерське згромадження", "Російсько-американський центр євангелізації" та видавничий відділ при ньому.
У лютому 1993 року, після 4 місяців підготовки, Ялошиним та його друзями при приватній "Міжнародній академії сучасного знання" в м. Обнінськ неа правах одного з факультетів цього вузу був відкритий "Російсько-американський християнський інститут" (РАХІ). 
В березні 1994 року факультет був перетворений в московський "Російсько-американський християнський університет" (РАХУ), фактичним координатором якого став проживаючий у Москві координатор коаліції християнських коледжів Джон Бернбаум, котрий тоді ж, у березні 1994 року подав документи на реєстрацію. 
Серед перших студентів були вихідці не лише з Росії і України, а й з інших країн СНД. РАХІ/РАХУ позитивно зарекомендував себе в очах євангельсько-баптистського братства, зумівши за короткий час налагодити повноцінний навчальний процес, надаючи студентам всебічну богословську освіту.
Фактично, в цих умовах пастор Ялошин опинився у Москві на другорядних ролях, до того ж у нього виникли конфлікти з ФСБ. 
Але невдовзі, в 1995-1996 роках, з ініціативи голови Всеукраїнського союзу об'єднань євангельських християн-баптистів (ВСО ЄХБ), доктора Григорія Івановича Коменданта, поступово і поетапно РАХІ/РАХУ був переведений з Москви до Києва і отримав назву "Українсько-американський християнський університет" (УАХУ). Необхідність у переїзді була викликана тим, що Україні бракувало кваліфікованих служителів і богословів, які могли б працювати викладачами, пасторами і місіонерами. Тоді ж доктор Ялошин запропонував пастору Станіславу Івановичу Волосюку працювати його помічником.
Втім, у Москві в 1996 році став діяти новий "Російсько-американський християнський інститут", засновниками якого виступили Джон Ентоні Бернбаум, Марк Роу Елліотт, а також громадяни РФ: Обровець Володимир Васильович (пастор 2-ої Московської церкви ЄХБ) та Апатов Юрій Аркадійович (27 листопада 2000 року зареєстрував і очолив у Москві централізовану організацію під навзою "Евро-азиатская федерация союзов евангельских христиан-баптистов", до 2015 року пресвітер Московскої Центральної Церкви, пізніше емігрував до Ізраїлю). Там залишилося з кінця 1990-их років викладати кілька викладачів українського походження: Абрамян Ерна Абрамовна, Вознюк Питер, Гамбаров Георгий Михайлович, Гирко Людмила Владимировна, Горячева Мария, Гроссман Евгений, Грубый Михаил Иванович, Зайченко Александр Сергеевич, Ковалик Тимоти, Надюк Руслан Іванович, Николаєва Дебора, Носов Михаил Сергеевич, Обровец Владимир Васильевич, Рослякова Неля Александровна, Селиванов Владислав Дмитриевич, Сергиенко Геннадий Андреевич. 
З 2004 року цим вузом видавався журнал "Диалог - Вестник Русско-Американского Христианского Института". Однак уже в 2010 році цей інститут згорнув денні програми, а в 2018 році рішенням ради опікунів був ліквідований.

## Історія та передісторія КХУ
3гідно з рішенням колегії Міністерства освіти України від 23 грудня 1992 року, було легалізовано приватний вуз під назвою "Міжнародний християнський університет" (за адресою: м. Київ, пр. Перемоги 53/1 к. 136), в англомовному варіанті - "International Christian University – Kyiv".  Його засновниками стали близький до американських євангелістів  "European Christian College" та "Міжнародний християнський університет" м. Відня (The International University, Mondscheingasse 16, 1070 Wien), а також Київський національний економічний університет. Ректорами були Войчак Анатолій Володимирович (у 1992-2009 роках), та Ястремський Олександр Іванович (у 2009-2013 роках, при ньому цей університет перестав існувати). Де-факто, цей університет почав діяти, як представництво Віденського християнського університету, ще з серпня 1992 року.
В умовах реакції на появу такого вузу в Києві, маючого неопротестантську спрямованість, та через негативне сприйняття його з боку консервативних баптистів, останніми була почата підготовка до відкриття власного християнського вузу в столиці України, яка вже у 1995 року привела до результату, з переїздом до Києва місонера Ялошина.
У 1997 році під керівництвом Станіслава Волосюка в Києві офіційно була зареєстрована релігійна організація "Київський християнський університет".
Завдяки сприянню Володимира Яковича Кунця, університет був розташований в будівлі місії «Слово Життя» по вулиці Мічуріна, м. Києва. Сказати, що перші заняття проходили в «спартанських» умовах — це нічого не сказати нічого. Гаряча вода була відсутня, місць в гуртожитку не вистачало на всіх охочих вчитися. Тому студенти та викладачі жили в гуртожитках, що перебувають у Дарницькому районі м. Києва. Бібліотека налічувала всього лише кілька десятків томів і могла вільно розміститися в чайній кімнаті сучасного КХУ. Проте, жага знань і прагнення до служіння притягували все більшу і більшу кількість студентів в УАХУ. Якщо в 1995 році до університету надійшло трохи більше 20 студентів, то вже в 1998 році навчальний клас ломився від максимальної кількості студентів: 34 людини в одній групі! Студенти приймалися на конкурсній основі у зв'язку з великою кількістю абітурієнтів. Серед першопрохідців, що надійшли в 1995 році, можна згадати Андрія Талько, Анатолія Шміліховського, Віталія Шелембу, В'ячеслава Тригуба. В цей час навчання проводилося за двома спеціальностями: богослов'я і місіологія.

А.Ялошин, Дж.Ірвін (в центрі) та перші співробітники УАХУ
Перший набір 1995 року
Студенти КХУ коло будівлі місії "Слово Життя"

У вересні 1997 року УАХУ отримав державну реєстрацію і був названий Київським християнським університетом (КХУ), засновником якого є ВСО ЄХБ. Ректором КХУ був обраний Станіслав Іванович Волосюк. У тому ж році КХУ був запрошений стати співзасновником Євро-Азійської Акредитаційної Асоціації євангельських навчальних закладів (ЄААА). Кредом університету стала фраза «Від церкви, через церкву і для церкви». Воно відображало цілі і наміри навчального закладу — готувати християн до церковного служіння.

Первісний вигляд адміністративного і професорського корпусів

У наступному році університет придбав територію з трьома закинутими будівлями в Дарницькому районі м. Києва по вулиці Сортувальній. В цей же час почалася активна робота по реставрації та переплануванню будівель для потреб навчального закладу. Таким чином, на новій території університету починають поступово з'являтися три повноцінних корпуса — адміністративний, професорський і студентський. Нарешті, з 1999 року, всі студенти і викладачі могли жити на одній території, хоч і без необхідних зручностей. Студентський корпус все ще був без даху, всі будівлі потребували зовнішньої обробки а в просторих санітарних вузлах нового гуртожитку не було гарячої води. 

Новий студентський гуртожиток

До всього цього додалися перебої з холодною водою, а також проблеми з запуском каналізаційної системи. Через це в перший час студентам довелося розділяти один спільний туалет на вулиці, а душ приймати у знайомих в Києві. Проте вже через пів року активних робіт, не без участі самих же студентів, корпуси університету були введені в експлуатацію з усіма необхідними умовами для життя та навчання. Тепер гуртожитки могли вмістити до 100 студентів. Так в 2000–2001 році в університеті навчалось вже близько 70 осіб. Аж до 2004 року кожен рік в КХУ надходило близько 20 студентів, а загальне число всіх учнів досягало 84 людини.
В цей період, штатними викладачами КХУ працювало осіб: Ялошин Анатолій - доктор теології, президент КХУ; Волосюк Станислав - доктор служення, ректор КХУ; Решетников Юрій - кандидат фиілософських наук, проректор КХУ; Набигуз Иріна - помічник проректора; Кобяковський Ігор - магвстр філософії; Саченко Тетяна; Пензев Ігор; Щиголь Інна..
Згодом до викладачів додалися в 2005 році Кондюк Денис Сергійович, декан бакалавріату богословія та біблеїстики, та Козубовський Ілля Михайлович, декан факультету біблійного консультування.

Професори ВандерЕнде та Джеральд Тіг

Протягом 10 років своєї освітньої діяльності університет продовжував проводити навчання по тих же двох спеціальностях: богослов'я і місіологія. За цей час, разом із такими приїжджими професорами як Д-р Джеральд Тіг і Д-р ВандерЕнде, була вироблена концепція Київського християнського університету, як навчального закладу з низкою світських спеціальностей, які б поєднували в собі цінності християнського світогляду та професію. Були спроби відкрити програми з християнської психології та менеджменту. Однак через різні причини розвинути цей напрям не вдалося.
У 2001 році відбулися перші зміни в складі управління КХУ. Глава опікунської ради Анатолій Ялошин (1939-2019) пішов зі своєї посади за станом здоров'я, та повернувся до м. Аделаїда (Австралія), де помер 2019 року. 

Його наступником став Віктор Костянтинович Кульбіч. 

Козубовський Владислав Віталійович

У вересні 2003 року на посаду ректора був обраний Владислав Віталійович Козубовський. Протягом кількох наступних років була проведена робота з поліпшення функціонування університету. Для цього було збільшено кількість співробітників, відредаговані місія та цілі КХУ (тепер девіз звучав «Готуємо лідерів для служіння в сучасному світі»), посилилася робота з поліпшення іміджу університету. За три роки були повністю реорганізовані адміністративний та академічний відділи, відновив роботу відділ розвитку.
2005–2006 рр. стали переломними для богословської освіти в Україні. 

Бачачи величезну кількість безробітних богословів, місіонерів та пастирів, все менше і менше людей вирішувалися присвятити чотири роки свого молодого життя освіті, яка не гарантує працевлаштування. Почалася криза в сфері християнської освіти. Вона не обійшла стороною і КХУ: з кожним роком число абітурієнтів зменшувалася. На жаль, університет не зміг підготуватися до цього удару, але ж про необхідність реформації концепції університету говорили ще на початку 2000-х років. 

Шемчишин Володимир Павлович

У 2006 році Козубовський В. В. йде з КХУ, і школа фактично залишається без ректора протягом двох років. На цей період президентом за сумісництвом був призначений ректор Одеської богословської семінарії Шемчишин Володимир Павлович, а виконавчим директором — Сергій Георгійович Чернов, який вирішував більшість питань під час відсутності ректора. Перед університетом стояло багато нових завдань. Перш за все, необхідно було зробити кроки для подолання кризи богословської освіти. Це можна було досягти шляхом встановлення партнерства із західними навчальними організаціями та шляхом повернення до первісної концепції школи — створення університету і відкриття світських програм через співпрацю зі світськими вузами, а також реорганізація стаціонару. 
Незважаючи на те, що реалізувати себе ректором одночасно двох шкіл було неможливо, завдяки Шемчишину В. П. за ці два роки в КХУ була відкрита унікальна програма — «Журналіст та редактор християнських ЗМІ», а також програма для підготовки керівників молодіжного служіння заочних форм навчання. Також була відкрита однорічна стаціонарна програма з основ богослов'я. Програма журналістики дуже добре себе зарекомендувала, залучаючи студентів навіть з ближнього зарубіжжя, фактично довівши працездатність і актуальність концепції справжнього християнського університету зі спектром гуманітарних спеціальностей. «Однорічний стаціонар» став єдиною денною програмою університету, куди надходили абітурієнти, хоч і небагато. Реформи 2006–2008 рр. виявилися успішними, продовживши академічне життя школи.
У самий розпал фінансово-економічної кризи в Україні, у вересні 2008 року, коли стаціонарні програми перестали користуватися минулим попитом, і замість 25 осіб на одну програму насилу надходило 5, на пост ректора заступив Віктор Миколайович Григоренко. На його долю випали нові труднощі: — зменшення спонсорської підтримки та необхідність термінового завершення процесу оформлення документації на оренду землі. Загалом, перед новим ректором стояло безліч завдань: разом з процесом оформлення документації потрібно було ввести будівлі університету в експлуатацію, необхідно було вивести КХУ на рівень матеріального самозабезпечення, продовжити розвивати його як академічно, так і адміністративно, покращити імідж закладу.

## Сучасний стан
На початку 2009 року було розпочато роботу над створенням спільної навчальної програми на базі КХУ разом з Віденським міжнародним університетом. У тому ж році, завдяки Божому керівництву, університет закінчив оформлення документів на законну оренду землі і почав приймати у себе студентів Віденського університету.
У 2010 році було засновано бізнес-коледж при КХУ.
Сам же Григоренко очолив "Ділове християнське братство".
У 2011 році організував спільний проект КХУ з коледжем КУРВ.
Комерціалізація Григоренком діяльності КХУ не сподобалася керівництву баптистів.
Вже 29 листопада 2021 року до ЄДРПОУ внесено дані про звільнення Григоренка з посади голови РО "КХУ", та новим ректором КХУ зареєстрований Шемчишин Володимир Павлович.

## Ректорство
- 1992–1997 Анатолій Іванович Ялошин
- 1997–2003 Станіслав Іванович Волосюк
- 2003–2006 Владислав Віталійович Козубовський
- 2006–2008 Шемчишин Володимир Павлович
- 2008—2021 Григоренко Віктор Миколайович
- 2021 Шемчишин Володимир Павлович